# Rosaskivig vaxskivling
Rosaskivig vaxskivling (Hygrophorus calophyllus) är en svampart som tillhör divisionen basidiesvampar, och som beskrevs av Petter Adolf Karsten. Rosaskivig vaxskivling ingår i släktet Hygrophorus, och familjen Hygrophoraceae. Enligt den finländska rödlistan är arten nationellt utdöd i Finland. Enligt den svenska rödlistan är arten starkt hotad i Sverige. Arten förekommer i Svealand och Nedre Norrland. Artens livsmiljö är skogslandskap.